# Tauró pelegrí
El tauró pelegrí (Cetorhinus maximus) és una espècie de tauró lamniforme de la família dels Cetorhinidae. Pot assolir uns 10 m de longitud, essent el segon peix més gros del món, després del tauró balena. És una espècie cosmopolita, es troba als mars temperats de tot el món. Té un moviment lent. També se'l coneix amb el nom d'escanyabots
De la mateixa manera que els altres taurons de gran mida, els taurons pelegrins es troben en perill d'extinció, ja que presenten una reduïda capacitat de recuperació i són víctimes de la sobrepesca, que es dona per l'elevada demanda d'aletes, pell i òrgans de taurons.

## Biologia

### Distribució i hàbitat
El tauró pelegrí és un tauró costaner-pelàgic que es troba arreu del món des de les aigües boreals fins a les temperades al voltant de les plataformes marines continentals, en ambdós hemisferis. Prefereix les aigües que es troben entre els 8 i els 14 °C (46 i 57 °F). Apareix fins a fondàries de 570 metres. Sovint s'observa a prop de terra i pot entrar a badies tancades. El tauró seguirà les concentracions de plàncton en les columnes d'aigua. Són espècies molt migratòries seguint les estacions. S'ha observat amb freqüència durant la primavera i l'estiu a les costes d'Espanya, França i l'oest d'Itàlia.

### Anatomia i aparença

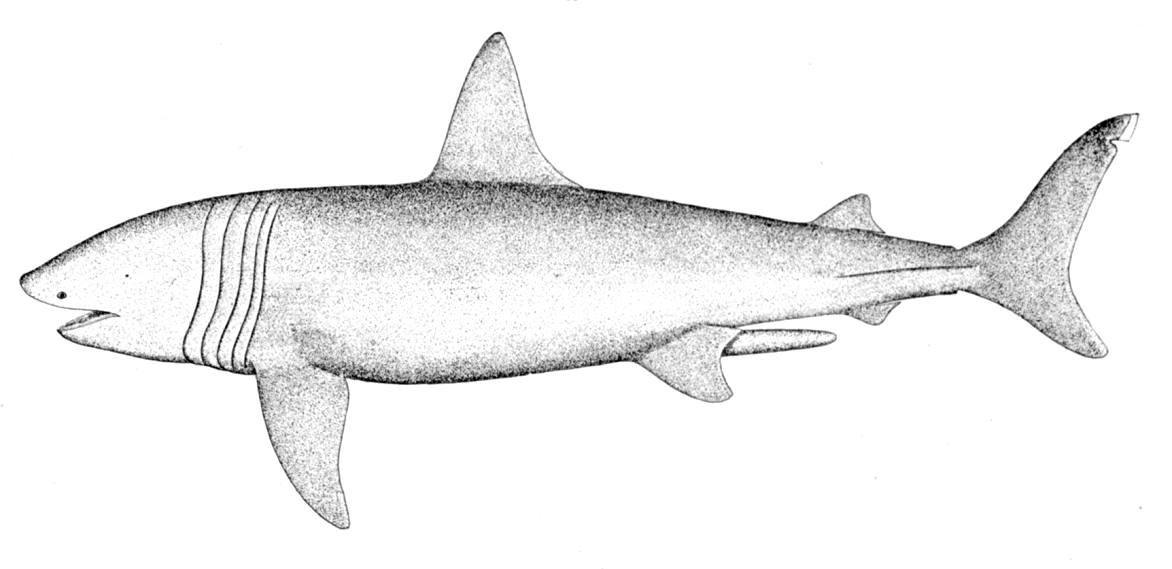
Mascle de tauró pelegrí

El tauró pelegrí és un dels taurons més grossos coneguts, el segon, únicament superat pel tauró balena. L'exemplar acuradament mesurat més llarg fou capturat a la Badia de Fundy, Canadà l'any 1851. La seva longitud total fou de 12,27 metres, i pesava unes 16 tones. Hi ha constància de tres taurons per sobre de 12 m a Noruega, però es consideren dubtosos. Normalment els taurons pelegrins mesuren entre 6 metres i una mica per sobre dels 8 m. Alguns exemplars sobrepassen els 9 o fins i tot els 10, però després d'anys d'intensa pesca, els exemplars d'aquesta mida han esdevingut extremadament rars.
És un dels taurons més característics de tots. La seva gran massa corporal, les enormes ganyes i l'aleta caudal en forma de mitja lluna ajuden a distingir-lo d'altres espècies. Té el morro de forma cònica i les brànquies llargues, modificades per tal de filtrar el menjar. La desproporcionada boca s'estén més enllà dels seus petits ulls i conté dents ben petites.
La seva superfície dorsal és d'un típic color marró grisenc però pot variar del gris fosc a gairebé negre. La superfície ventral acostuma a ser del mateix color, lleugerament emblanquinada.

#### Dentició
Aquests enormes peixos presenten centenars de petites dents. Aquestes, al centre de les mandíbules, són baixes i triangulars mentre que la dels costats són més còniques i lleugerament corbades. Hi ha un ampli espai al centre de la mandíbula superior amb només dents dispersades.

### Alimentació
El tauró pelegrí és un filtrador passiu que s'alimenta de zooplancton, petits peixos i invertebrats de l'aigua amb una taxa de més de 2000 tones d'aigua per hora. A diferència del tauró balena, el tauró pelegrí no busca la seva presa, sinó que posseeix uns bulbs olfactoris molt desenvolupats que l'orienten en la direcció correcta per tal de trobar l'aliment.

### Comportament
Tot i que els taurons pelegrins sovint han sigut vistos a prop de terra en badies tancades durant els mesos més calents, són altament migratoris i semblen desaparèixer totalment durant la tardor i l'hivern (quan el plàncton manca a la superfície). Durant tot aquest període romanen en les aigües profundes. Existeix la hipòtesi que potser hivernen i deixen de filtrar aliment.
S'alimenten a la superfície o prop d'ella amb les seves boques àmpliament obertes i les brànquies filtradores erectes. Són taurons de moviment lent i no intenten evadir les embarcacions (a diferència dels taurons blancs).
Els taurons pelegrins són animals socials i formen grups segregats pel sexe, normalment en grups petits (3 a 4 individus) però en consten de fins a 100 individus.
Tot i que es pensa que el tauró pelegrí és gran i lent pot rompre a la superfície i saltar completament fora de l'aigua. Aquest comportament pot ser un intent d'eliminar els paràsits o comensals.

### Reproducció
Els taurons pelegrins són ovovivípars: el desenvolupament de l'embrió depèn de l'ou, i no hi ha connexió placental. Es creu que el període de gestació dura entre 12 i 36 mesos, per a un petit nombre de cries que neixen completament desenvolupades, mesurant d'1,5-2 m. L'interval entre llodrigades pot oscil·lar entre dos i quatre anys. Només s'ha pogut capturar una femella embarassada, que portava 6 cries a punt de néixer.
S'estima que els taurons pelegrins arriben a la maduresa entre els 12 i els 16 anys pels mascles i fins als 20 anys per les femelles, amb una longitud entre 4,5 a 6 m.
La longevitat és probable que sigui de fins a 50 anys.

### Depredadors i paràsits
Els taurons pelegrí tenen pocs depredadors, però se sap que les orques i els taurons tigre s'alimenten d'ells. Consten alguns casos de taurons blancs que n'han devorat els cadàvers.

## Importància pels humans
La seva gran mida els fa animals molt rendibles per als vaixells de pesca comercial. Un tauró pelegrí pot proporcionar una tona de carn i 400 litres d'oli, el seu fetge, ric en vitamines, pot representar fins al 20% del pes total del tauró.
Aquests peixos són un important reclam per l'ecoturisme.
Com a resultat de la ràpida disminució en el nombre de taurons pelegrins, han sigut protegits i prohibida la comercialització dels seus productes en nombrosos països. Està protegit al Regne Unit, Malta, Florida i l'oceà Atlàntic. A Nova Zelanda pescar taurons pelegrins és il·legal.

## Perillositat
Els taurons pelegrins no són considerats perillosos per l'observador passiu i en general són tolerants a la presència de bussos i vaixells. Tot i això, la seva mida i força han d'ésser respectades (consten casos de taurons que atacaren embarcacions després de ser arponejats). A més a més, s'ha d'evitar el contacte amb la seva pell, ja que se sap que els seus llargs denticles dèrmics poden infligir danys als bussos i científics.

## Estat de conservació

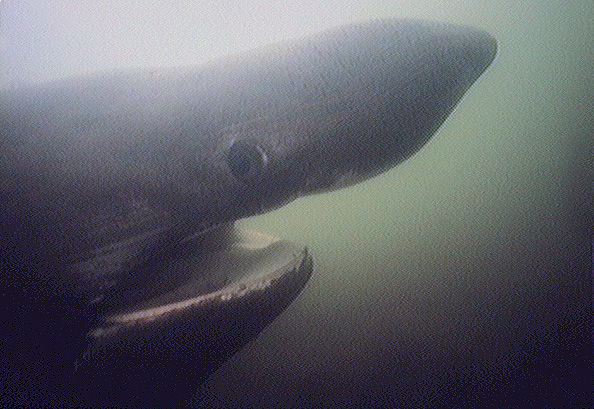
Cap de tauró pelegrí.

Des de l'any 1996 el tauró pelegrí es considera com a vulnerable. En diverses regions aquests animals han vist reduïdes molt ràpidament les seves poblacions com a resultat de breus explotacions pesqueres, seguides per una recuperació molt lenta o inexistent. Actualment els taurons pelegrins estan protegits per la llei en determinades aigües territorials, inclòs el Mar Mediterrani segons es va acordar a la Convenció de Barcelona. L'any 1984 Compagno considerà que aquests taurons són extremadament vulnerables a la pesca dirigida i a la pesca incidental, potser més que la majoria de taurons, per la seva reduïda taxa de creixement, pel temps de gestació i maduració llargs, per la baixa fecunditat i probablement per la mida petita de les poblacions existents.
La captura incidental es registra principalment en xarxes fixes i d'arrossegament i és més habitual en aigües costaneres. Es donen naturalment en una superfície major que la pesca dirigida. Els taurons pelegrins capturats d'aquesta manera durant la pesca d'altres espècies són suficientment resistents com per a poder ésser alliberats, aparentment sense lesions en diverses ocasions, potser fins i tot després d'haver estat tres hores en la coberta del vaixell. Tot i així, per l'elevat valor de les seves aletes al mercat els pescadors no els solen alliberar sinó que els maten.

## Taurons pelegrins i criptozoologia

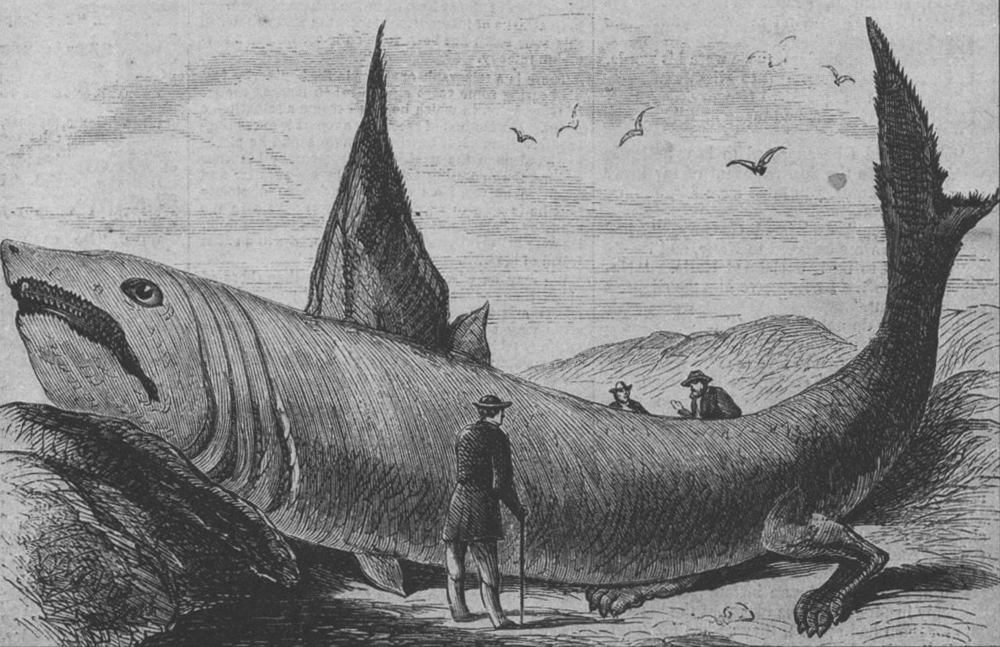
El "peix preciós" descrit a Harper's Weekly el 24 d'octubre de 1868, similar a les restes d'un tauró pelegrí.

En nombroses ocasions s'ha pensat que cadàvers "inflats" recuperats per embarcacions o trobats a la costa pertanyien a serps marines o plesiosaures. Més tard s'han identificat com a restes en descomposició de taurons pelegrins, com per exemple la bèstia de Stronsay i el cas de Zuiyo Maru.

## Noms comuns
Moltes llengües tenen diversos noms comuns per a designar aquests animals, alguns d'aquests són els següents.
| - anglès: Basking shark o Elephant shark - portuguès: Cação-peregrino-argentino - francès: Requin pélerin - japonès: Ubazame | - alemany: Mandelhai - castellà: Tiburón pelegrino - italià: Squalo elefante - maltès: Pixxitonnu |